# Пітер Пен (Дісней)
Пітер Пен (англ. Peter Pan) — головний персонаж діснеївського мультфільму Пітер Пен, знятого за мотивами однойменної п'єси письменника Джеймса М. Баррі, «Пітер Пен і Венді». Пітер — хлопчик 12-13 років, з незвичайною здатністю літати і ніколи не дорослішати. Він живе на острові Небувалія (англ. Neverland), разом зі своїми друзями — Зниклими Хлопцями та феєю Дінь-Дінь. В оригінальному фільмі Пітер Пен був озвучений актором Боббі Дрісколлом, в даний час його озвученням займається актор Блейн Вівер.

## Створення
Займатися анімацією Пітера Пена Волт Дісней доручив аніматору студії Disney, Мілту Калу. Сам аніматор іноді скаржився, що йому було важко анімувати невагомість Пітера Пена.
За словами історика кіно, Леонарда Малтіна:
Живими моделями для Пітера, стали танцюрист Roland Dupree і актор Боббі Дрісколл, який також озвучив персонажа.

### Озвучення
На роль Пітера Пена Волт Дісней вибрав актора Боббі Дрісколла, у якого вже давно був контракт зі студією Disney. Раніше він вже зіграв ролі у фільмах студії Disney, таких як: «Пісня Півдня», «Час мелодій», «Так дорого моєму серцю» та «Острів скарбів».

## Появи

### Пітер Пен
На самому початку мультфільму, Пітер Пен потрапляє в кімнату дівчинки Венді через свою тінь, яку відібрала її собака Нена (виконуюча в будинку роль няні), а Венді прибрала тінь в комод. Несподівано дівчинка зауважує Пітера і допомагає пришити тінь до його ступнів. Після цього Венді хоче поцілувати Пітера, але їй заважає фея Дінь-Дінь. Пітер успішно ловить свою фею. Тут прокидаються Майкл і Джон. І Пітер бере їх і Венді з собою в Нетландію. У Нетландії Пітер стикається зі своїм ворогом Капітаном Гаком, і просить Дінь-Дінь покликати на допомогу зниклих хлопчиків, але Дінь-Дінь просить хлопчаків усунути Венді. 
Пітеру Пену вдається врятувати свою подругу і зупинити своїх товаришів. Хлопчики виправдовуються, що усунути Венді їх попросила Дінь-Дінь, повідомивши їм, що це прохання самого Пітера. Коли Пітер дізнався, що накоїла Дінь-Дінь, він сказав їй, що не буде з нею дружити, після чого виганяє з команди на тиждень. Трохи пізніше Пітер і Венді летять в Лагуну Русалок. Там вони помічають Капітана Гака і викрадену індіанську принцесу. Пітер разом з Венді летять за Гаком і рятують принцесу. Пізніше в індіанському таборі Пітер танцює з принцесою на ім'я Тигрова Лілія. Після цього у себе вдома він дізнається, що ображена на нього Венді збирається додому. Її брати і зниклі хлопці пішли разом з нею. Але несподівано Венді і хлопців викрадає Капітан Гак і залишає подарунок з бомбою усередині Пітеру (в оригіналі Гак намагається його отруїти), як ніби цей подарунок від Венді. Але, на щастя, на допомогу прилітає Дінь-Дінь і жертвує собою заради порятунку друга. Однак після вибуху Пітер і Дінь-Дінь зуміли вижити. Вони летять до корабля і рятують Венді і хлопців. Хлопцям вдається перемогти піратів, але Капітан Гак нападає на Пітера і називає його боягузом. Пітер, навіть не літаючи, перемагає Гака. Гак хоче схопити Пітера, але хлопчик  ухиляється, і Гак падає в море, де його вже давно чекає крокодил. Гак щосили відпливає від крокодила. А Пітер і його друзі залишилися на кораблі. Венді запитала, куди вони летять, і Пітер відповідає, що вони відправляються в Лондон.

### Пітер Пен 2: Повернення в Небувалію[12]
А в цій частині Пітер рятує від Капітана Гака вже не саму Венді, а її доньку Джейн. Спочатку у Пітера і Джейн немає хороших відносин - вони навіть сваряться. Одного разу Пітер зауважує, що Джейн збирається відплисти з острова. У неї це не виходить і пліт тоне. Пітер вирішує допомогти Джейн і витягує її з води забираючи геть..
Трохи пізніше Пітер намагається навчити Джейн літати, але і з цього нічого не виходить. Не допомагає навіть чарівна пилок Дінь-Дінь.
Пізніше Пітер і хлопчики намагаються розвеселити Джейн, але через блокнот, який випадково з'їв один із зниклих хлопчиків, Джейн ображається на Пітера і хлопців і говорить, що не вірить в фей. Пітер сам сердився на Джейн, а Дінь не може літати. Коли ж фея пояснює Пітеру, що якщо не навчити Джейн вірити в фей, то Дінь помре, Пітер разом з хлопчиками відправляється шукати Джейн і, незабаром, Пітер знаходить Джейн і каже їй, що він і хлопчики приносять їй свої вибачення, і збираються виконати все, що вона попросить.
Джейн вирішує погодитися зіграти в пошук скарбів. Під час гри відносини Пітера і Джейн стають більш міцними. Після того, як Джейн знаходить скарб, Пітер говорить, що в нагороду зробить Джейн зниклою дівчинкою. Однак, один із зниклих хлопчиків знаходить свисток Джейн і дме в нього.
Раптово пірати прибувають і ловлять хлопців і Пітера. Пірати забирають Пітера і хлопчаків. Пітер говорить Джейн, що вона зрадила його дружбу, і що через неї помре Дінь-Дінь. На кораблі, коли пірати змушують прикутого до якоря Пітера пройти по дошці до моря, з'являються Джейн і Дінь-Дінь. Після того, як Джейн рятує хлопчаків, а потім і самого Пітера, Капітан Гак хапає дівчинку. На щастя Пітеру вдалося врятувати Джейн. Після поразки піратів, Пітер разом з хлопчиками дякують Джейн за їх спасіння. Незабаром Пітер і Джейн миряться і разом відлітають в Лондон. Незабаром Пітер зустрічає Венді і радіє цьому в душі. Пізніше Пітер Пен і Дінь-Дінь відлітають назад в Небувалію.

## Інші появи

### Kingdom Hearts
Пітер Пен з'являється як другорядний персонаж в іграх серії Kingdom Hearts, таких як Kingdom Hearts, Kingdom Hearts II і Kingdom Hearts Re: Chain of Memories. Пітер Пен також з'являється в грі серії Kingdom Hearts Birth by Sleep, у світі під назвою «Небувалія».